# Pavel Čechov

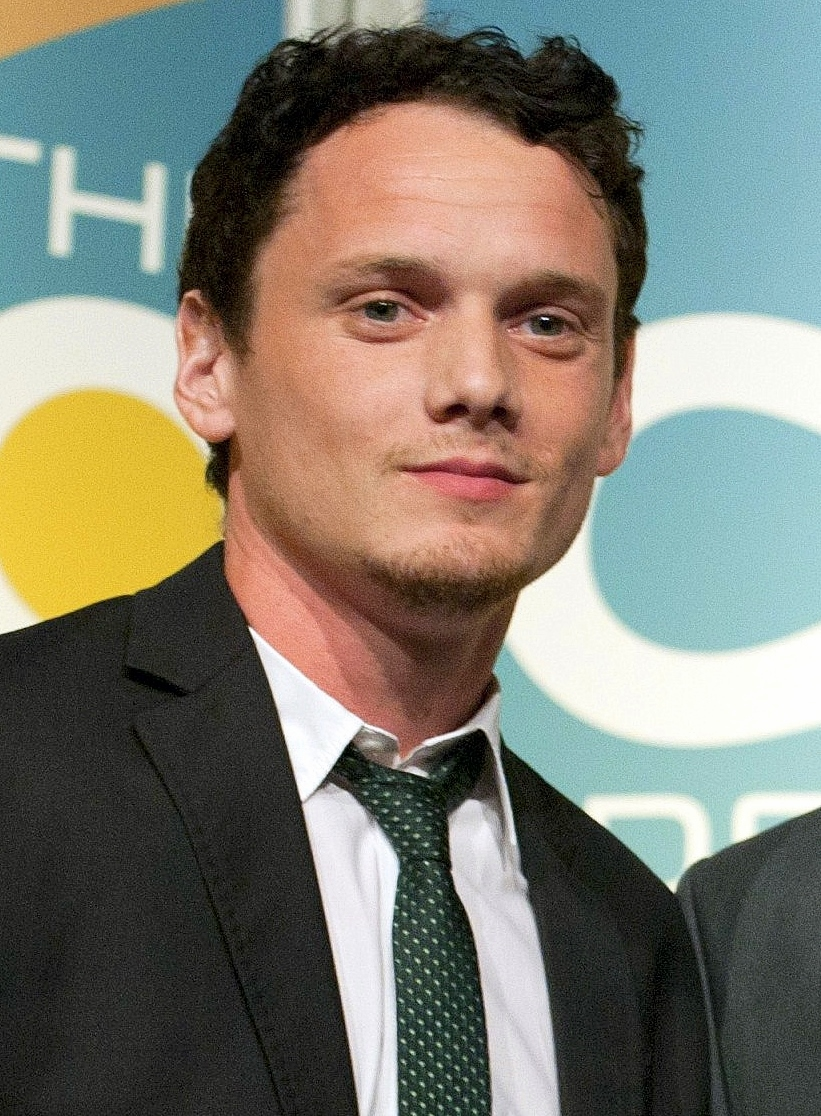
Anton Yelchin, druhý představitel Pavla Čechova

Pavel Andrejevič Čechov (v anglickém originále Pavel Andreievich Chekov, rusky Павел Андреевич Чехов) je fiktivní postava ze sci-fi světa Star Treku. Působí především jako navigátor hvězdné lodi USS Enterprise.
Prvním představitelem Pavla Čechova byl Walter Koenig, který jej hrál v původním seriálu Star Trek (1967–1969). Roli si zopakoval i v následujících sedmi hraných celovečerních snímcích (do roku 1994). Záběry z nejstaršího seriálu byly rozsáhle použity i v díle „Další trable s tribbly“ (1996) seriálu Star Trek: Stanice Deep Space Nine. V rebootové filmové sérii hrál Čechova od roku 2009 až do své smrti v roce 2016 Anton Yelchin.

## Životopis
Pavel Čechov se poprvé přidává k posádce USS Enterprise v epizodě „Návnada“ seriálu Star Trek jako navigátor. Jde o jednoho z nejmladších členů lodi Enterprise a nejmladšího důstojníka na můstku. V událostech epizody „Kdo truchlí pro Adonise?“ je mu 22 let.
Ve filmu Star Trek II: Khanův hněv pak Čechov nejprve vystupuje jako první důstojník lodi USS Reliant, než se opětovně přidává k posádce Enterprise. Postava se v objevuje naposled při návštěvě lodi Enterprise-B ve filmu Star Trek: Generace, kde doprovází bývalého kapitána Jamese Kirka a rovněž vysloužilého vrchního inženýra Scotta.
Čechov je nezaměnitelný člen posádky díky svému typicky ruskému přízvuku. Svou příslušnost netají a naopak, především v původním seriálu považuje za důležité všechny informovat, co všechno pochází z Ruska.

### Alternativní časová linie
Ve filmu Star Trek z roku 2009 byl Čechov součástí osádky můstku USS Enterprise ještě dříve než například kapitán Kirk. Tehdy spadal pod velení kapitána Pikea.

## Vývoj postavy
Po odvysílání první řady seriálu Star Trek vyšel v Sovětském svazu článek v novinách Pravda, jehož autorem byl Michail Ziňanin. Článek kritizoval seriál, že se snaží v seriálu sestavit ryze mezinárodní posádku, ale že té posádce schází zástupce SSSR, jakožto státu vedoucí závody v dobývání vesmíru.